# Мулла Исхак

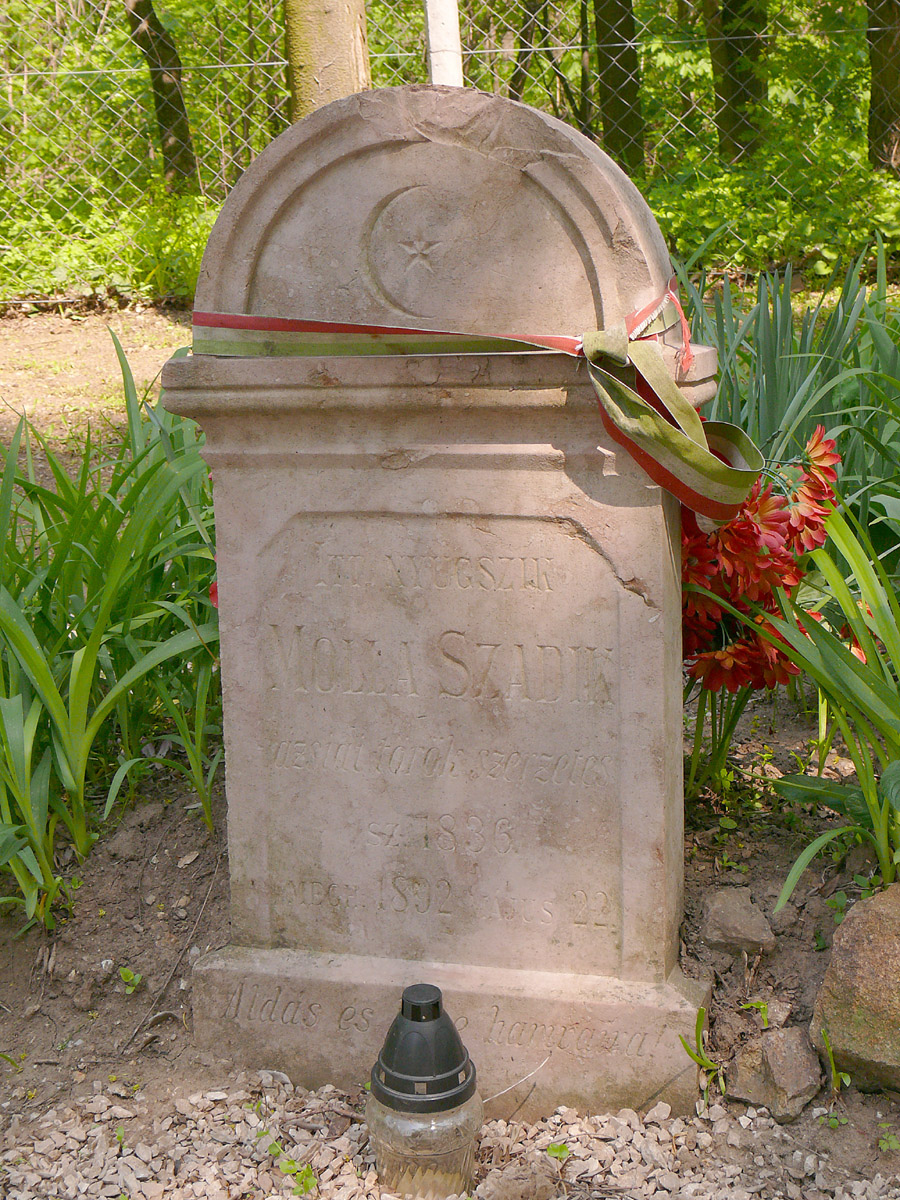
Надгробный камень Муллы Исхака в Веленце.

Мулла́ Исха́к (венг. Molla Iszhák) также известен как Мулла Садык (венг. Molla Szadik; 1836 — 22 мая 1892) — хивинский узбек, сподвижник знаменитого венгерского востоковеда Арминия Вамбери.

## Ранние годы и происхождение
Мулла Исхак родился в 1836 году. Он был узбеком из племени кунграт. В литературе его часто называют «татарином» (И. Гольдциер) или «турком», а сам Вамбери упоминал его как «Исхак Чагатай» (венг. Izsák Csagatáj). Родным языком Муллы Исхака был узбекский

## Встреча с А.Вамбери и путешествие
Мулла Исхак встретился с А.Вамбери в 1863 году в Хиве и далее они вместе последовали в Бухару, Самарканд, Карши.  С Арминий Вамбери он далее последовал в каджарский Иран, на пути к Тегерану ему пришлось выживать в связи с преследованием со стороны шиитов.Он был доверенным лицом А.Вамбери, который доверял ему свою жизнь в трудные минуты. Мулла Исхак планировал паломничество в Мекку, но потом в Стамбуле он передумал и в 1864 году направился вместе с А.Вамбери в Будапешт.

## Жизнь в Венгрии

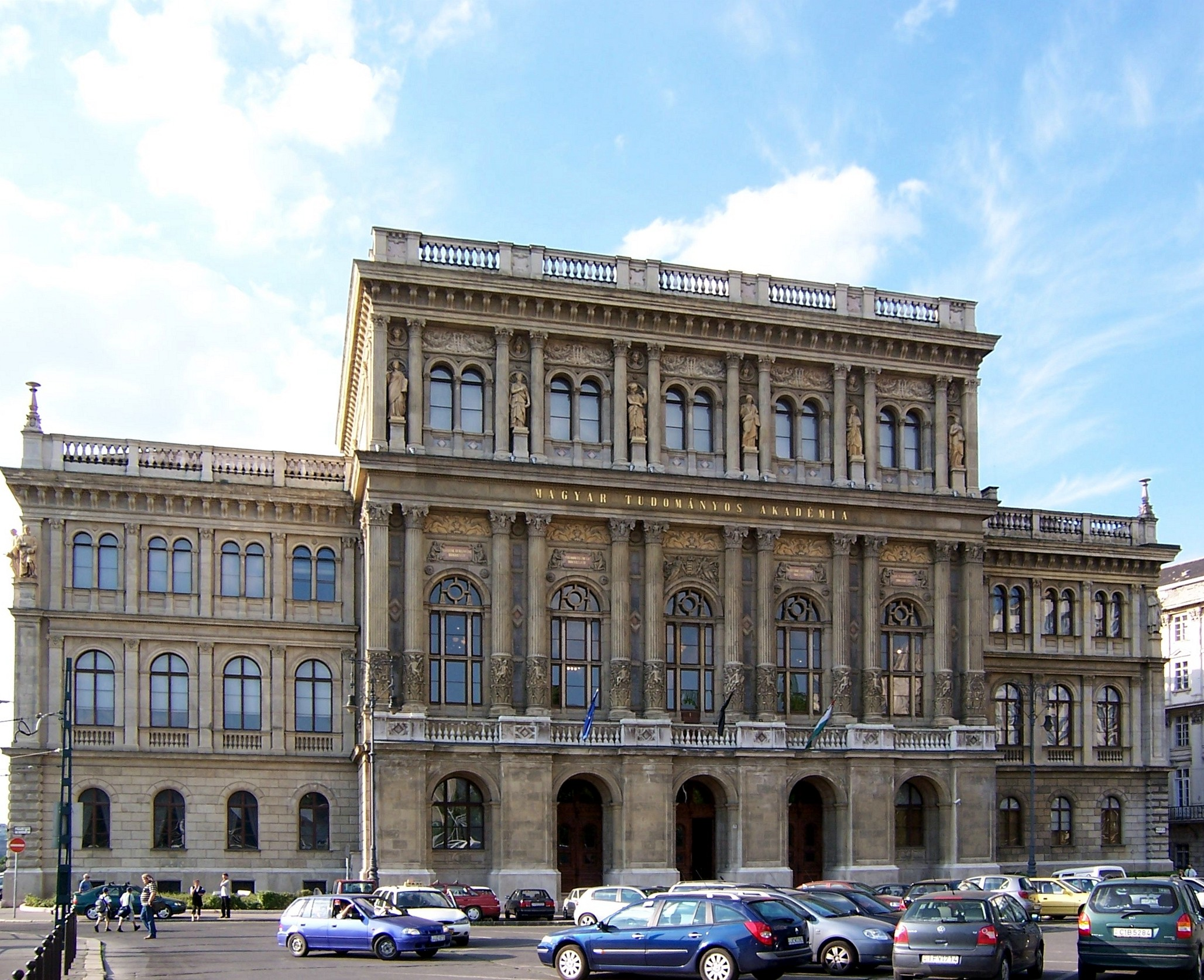
Здание Венгерской академии наук, Будапешт

Вместе с Вамбери он направился в Будапешт, где за один год выучил венгерский язык, сохранил ислам, но одевался по-европейски В Венгрии Мулла Исхак жил в качестве домашней прислуги у Вамбери. 
А.Вамбери был поражен: "Два года тому назад Исхак был муллой был в хивинском медресе, а теперь стал чуть не дэнди".
С 1864 года начал работать в Библиотеке Академии наук в качестве помощника библиотекаря. В 1872—1878 годах он путешествовал по Венгрии и, возможно, даже за её пределами. 
В 1879—1892 годах имя Исхака вновь встречается среди должностных лиц Венгерской академии наук. Примером его владения венгерским языком служит перевод на узбекский язык «Легенды о чудотворном олене» Яноша Араня — поэтической реконструкции легенды о происхождении гуннов и венгров. Мулла Исхак служил Вамбери в качестве «живого словаря». О его пользе в своих исследованиях упоминал и другой знаменитый венгерский востоковед — Игнац Гольдциер.
В Венгрии Мулла Исхак завёл семью и имел детей.

## Смерть
К концу своей жизни он страдал от эмфиземы и переехал в городок Веленце неподалёку от одноимённого озера, где и скончался 22 мая 1892 года. Мулла Исхак никогда не отказывался от религии ислам и, благодаря усилиям Вамбери, над ним провели мусульманскую погребальную молитву и похоронили на кальвинистском кладбище в Веленце.